# 1551 en musique classique
| \| • Retour à la chronologie générale de la musique classique • \| |
| Grèce • Rome • Haut Moyen Âge • VIIIe siècle • IXe siècle • Xe siècle • XIe siècle XIIe siècle • XIIIe siècle • XIVe siècle • XVe siècle • XVIe siècle • XVIIe siècle XVIIIe siècle • XIXe siècle • XXe siècle • XXIe siècle |
| • Retour à la chronologie générale de la musique classique • |

| Années en musique classique : 1548 - 1549 - 1550 - 1551 - 1552 - 1553 - 1554    |
| Décennies en musique classique : 1520 - 1530 - 1540 - 1550 - 1560 - 1570 - 1580 |

## Événements
- Giovanni Pierluigi da Palestrina devient maître de la chapelle pontificale à Saint-Pierre de Rome. Il occupe ensuite plusieurs autres postes à Rome, à Saint-Jean-de-Latran (1555-1560), à Sainte-Marie-Majeure (1561-1566), ainsi que dans un collège de jésuites (1565-1571). De 1567 à 1571, il organise les concerts du cardinal Hippolyte d’Este à la villa de Tivoli. En 1571, il reprend son poste à Saint-Pierre, où il reste jusqu’à sa mort.

## Œuvres
- Tielman Susato publie les trois premiers Musyck Boexken : deux volumes consacrés au répertoire de chansons profanes néerlandaises et un volume consacré à des arrangements de danses à quatre voix.

## Naissances

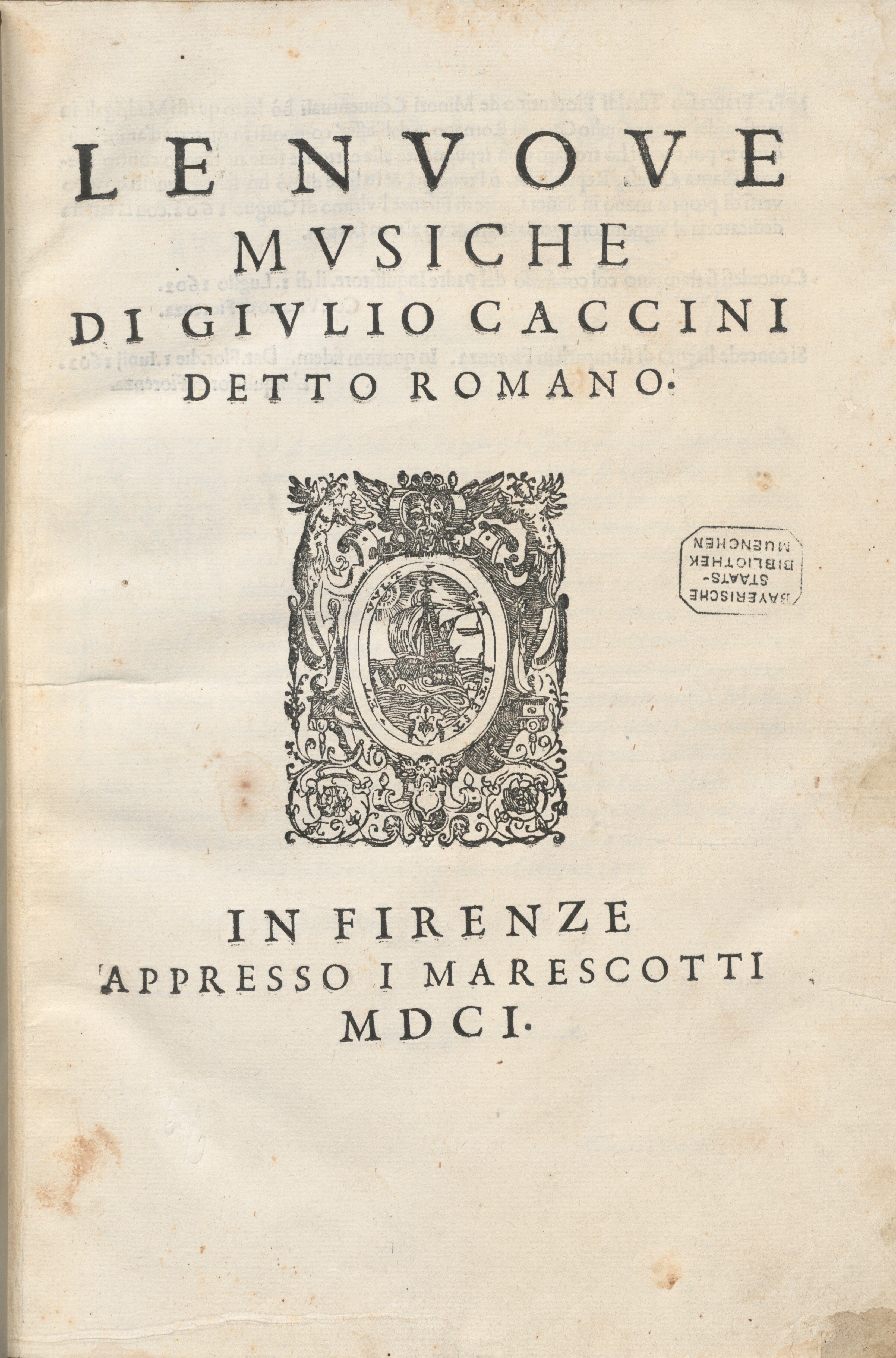
Le nuove musiche de Giulio Caccini

- 8 octobre : Giulio Caccini, compositeur italien († 10 décembre 1618).

Date indéterminée :
- Scipione Cerreto, théoricien de la musique italien († 1633).

## Décès
1551 ou 1552 :
- Pierre Attaingnant, imprimeur-libraire français (° vers 1494).